# Antonius Janue
Antonius Janue, probabilmente Antonio da Genova (fl. intorno al 1460), è stato un compositore italiano.
È stato uno dei pochi compositori italiani di musica polifonica della metà del XV secolo e lasciò uno dei pochi manoscritti dell'epoca composto di propria mano, nel quale sono presenti cancellature e correzioni. 

## Biografia
Poco si sa con certezza sulla sua vita. Egli potrebbe essere lo stesso Antonio da Genova, un musicista che prestò la sua opera a Ferrara nel 1462, ed è probabilmente "Antonius de Jan" citato negli archivi del Palazzo ducale di Genova nel 1456, "Janue" è stato interpretato come significante "Genova". Se si dovesse trattare della stessa persona, egli sembrerebbe essere stato un compositore attivo nel nord Italia intorno agli anni 1450.
Potrebbe essere stato un presbitero, dato l'uso comune del prefisso "p" nel manoscritto pervenuto, oltre alla considerazione che scrisse soltanto musica sacra.
Janue compilò probabilmente il manoscritto I-Fn 112bis, ora custodito presso la Biblioteca Nazionale Centrale di Firenze. Il manoscritto contiene pezzi di Guillaume Dufay, Gilles Binchois, John Dunstaple ed altri, con l'aggiunta di 16 pezzi attribuiti a Janue. Visto che ha più pezzi nel manoscritto di chiunque altro, compresi i nomi più famosi del tempo, e molti dei pezzi firmati "Janue" contengono cancellature e correzioni, si presume che il compilatore non fosse solo il copista ma che vi abbia scritto alcuni pezzi in corso di composizione. Molti dei cambiamenti sono riduzioni in termini di complessità, suggerendo venivano modificate le composizioni per adeguarle a cantori meno capaci. È stata avanzata l'ipotesi che il manoscritto sia stato scritto a Genova, dal momento che il suo nome figura nel registro dei pagamenti del Palazzo Ducale genovese nel 1456, e riceveva uno stipendio annuo.

## Musica
Tredici pezzi vengono attribuiti a Janue nel manoscritto I-Fn 112bis:  otto inni per il Vespro, due Magnificat, due inni processionali ed una lauda. Dal punto di vista stilistico si tratta di composizioni polifoniche, in genere a tre voci, e molto semplici nella scrittura se comparate a quelle contemporanee di compositori appartenenti alle scuole di Borgogna e franco fiamminga. Janue compose spesso utilizzando la tecnica del falso bordone (in maniera simile a Dufay e Binchois), ed usò solo occasionalmente l'imitazione.  Le trascrizioni di musica di Janue in notazione moderna di solito devono utilizzare metri irregolari in modo da catturare la sua libertà metrica.
Alcune delle sue opere, ad esempio il Magnificat on Tone VI, erano probabilmente destinate a sostituire le impostazioni equivalenti di Dufay - forse perché gli originali erano troppo difficili per cantanti inesperti.

## Opere
- Lucis Creator optime
- Christe Redemptor omnium
- Crucifixum in carne (1) (anonimo attribuito)
- Crucifixum in carne (2) (anonimo attribuito)
- Gloria laus et honor
- Hostis Herodes impie
- Deus tuorum militum
- Iste Confessor Domini
- Jesu, corona Virginum
- Quem terra pontus
- Ut queant laxis
- Magnificat (Tone V)
- Magnificat (Tone VI) (anonimo attribuito)
- Magnificat (Tone VII)
- Magnificat (Tone VIII) (anonimo attribuito)
- O redemptor, sume carmen (anonimo attribuito)
- Pange lingua (anonimo attribuito)
- Sanctorum meritis inclyta gaudia (anonimo attribuito)
- Verbum caro factum est[5]